# Miguel Seijas
Miguel Ángel Seijas Cuestas (Montevideo, 20 maggio 1930) è un ex canottiere uruguaiano.

## Palmarès

### Olimpiadi
- Bronzo a Helsinki 1952 nel due di coppia.